# Nino Nipote
Nino Nipote, nombre artístico de Antonio Nipote (Nápoles, 24 de agosto de 1925 - Nápoles, 4 de marzo de 1997), fue un cantante italiano.

## Biografía

### El pasado de un bombero
El menor de diez hermanos, Nino Nipote (anagrafe Antonio Nipote) nació en Nápoles el 24 de agosto de 1925, en el barrio de Vicaria.
Trabajó como bombero hasta que, en 1947, participó en L'ora del dilettante, un concurso ENAL para voces nuevas en el Teatro Tarsia de Nápoles (actual Roberto Bracco), donde cantó de uniforme. El presidente de la comisión, Vittorio Parisi, le recomienda un periodo de estudio con el maestro Nino Campanino. Tras dos años de clases, Nino pasa una primera selección en la radio y, tras otra audición, pasa de la orquesta de Campese a la de Anepeta.

### De Piedigrotta al Festival de Nápoles
En 1950 empezó a grabar sus primeros discos para la compañía discográfica Cetra, con las orquestas de los maestros Avitabile, Anepeta y Vinci. Al año siguiente, participó en la Piedigrottissima de Cetra, junto con otros cantantes, entre ellos Aurelio Fierro y Eva De Paoli. También en 1951, formó parte del reparto del espectáculo dirigido por Luigi Vinci Rapsodia delle canzoni antiche con Gennaro Pasquariello, Aurelio Fierro y Pina Lamara.
En 1953, formó parte del espectáculo Vetrina di Piedigrotta, junto con otros cantantes de la orquesta dirigida por Luigi Vinci y, ese mismo año, participó en la revista Poesia e canzoni de Amedeo Greco con Tina De Paolis, Agostino Salvietti, Aurelio Fierro y Alberto Amato. También en 1953, fue homenajeado en la Piedigrotta Abici, interpretando Nisciuno de Antonio Vian. Asistió a la representación el cómico Aldo Fabrizi, que le felicitó y escribió una dedicatoria en una fotografía.
Al año siguiente, en 1954, formó parte del elenco del II Festival de Nápoles donde, en horario estelar, doblado por Carla Boni interpretó Ched'è l'ammore. La noche siguiente presenta Canta cu me, en pareja con Katyna Ranieri. Ambas canciones son eliminadas inmediatamente y no llegan a la velada final. Sin embargo, ese mismo año triunfa en el Piedigrotta Acampora con las canciones Vela sulitaria y Piazzetta azzurra. También en 1954, participó en una emisión de Invito alla canzone, representada en el Teatro Mediterráneo de Nápoles, junto con los cantantes de la Orquesta napolitana de melodías y canciones dirigida por Luigi Vinci.
En 1955, en el Piedigrotta Bideri interpretó la melodía 'O 'nzisto y, en el mismo año, intentó ganar una plaza en el Festival de Nápoles, con las canciones 'Nnammuratella y Chitarre e manduline, pero no superó las audiciones. También en 1955 participó en el I Festival de la Canción Italiana y Napolitana, organizado por la orquesta Anepeta.

### El cambio a "Vis Radio" y el V Festival de Nápoles
En 1957, cambió de sello discográfico a Vis Radio, de Aldo Scoppa, y participó en el V Festival de Nápoles con las canciones Tutto me parla 'e te, que abrió la primera velada del evento, y, en la segunda velada, Passiggiatella, pero ambas melodías no alcanzaron el podio, sin embargo Passiggiatella fue un buen éxito discográfico. Al mismo tiempo, participó en numerosos programas de variedades con Tecla Scarano, Alberto Amato, Aldo Tarantino y otros.
En 1958, formó parte del elenco de La Scala d'oro, en el que ocupó el puesto 14 de 20 concursantes masculinos.

### La larga gira por el extranjero y el regreso a Italia
A continuación inició una serie de giras por Suiza, Inglaterra, Estados Unidos (donde actuó en la Academia de Música de Brooklyn) y Canadá, cosechando elogios unánimes. En 1959, en Washington, capital de Estados Unidos, participó en la revista Napoli, Pagliette y Cha Cha Cha, de Melo Cicala, en el Cafritz Auditorium, junto con los artistas Franco Zappala, Attilio Barbato, Valeria Ruggeri, Pino Molino, Anna Coraggio y Tom Russino. Cantó por última vez en el extranjero en 1961, cuando se le renovó el contrato de ciudad en ciudad durante diez meses seguidos.
De vuelta a Italia, inició una gira por los teatros de Calabria y Sicilia y grabó algunos discos de 45 con la compañía discográfica Harmony, pero con resultados modestos. Se retiró de la escena musical en la primera mitad de los años sesenta para dedicarse al bar-cafetería de su familia, situado en Fuorigrotta.
Murió en Nápoles el 4 de marzo de 1997.
A lo largo de su carrera, grabó unas trescientas canciones. Entre sus grandes éxitos figuran: Nisciuno, 'A luciana, 'E spingule francese, Come pioveva, Passiggiatella.

## Discografía parcial

### Singles

#### 78 rpm
- 1951 - 'A vocca 'e Cuncettina/Fenesta rosa (Cetra, DC 5369)
- 1951 - Ddoie lettere/Nemmeno 'e rrose (Cetra, DC 5372)
- 1951 - Fra Napule e Milano/Uocchie 'e brillante (Cetra, DC 5385)
- 1951 - Scurriato schiocca/Vulesse addeventà (Cetra, DC 5386)
- 1951 - Sole grigio/Luna, lù!... (Cetra, DC 5389)
- 1951 - Mezzanotte senza 'e stelle/Femmene, sciure e musica (Cetra, DC 5390; cara B canta Antonio Basurto)
- 1952 - Voca guagliò/'O princepe indiano (Cetra, DC 5574; en la cara B canta Pina Lamara)
- 1952 - Li funtanelle/Tuppe... ttu' (Cetra, DC 5575; en la cara B canta Pina Lamara)
- 1952 - 'A riggina d''e tarantelle/Sciummo (Cetra, DC 5576; la cara A canta Pina Lamara)
- 1952 - Lassame sunnà/Maria è robba mia (Cetra, DC 5577; La parte A canta Pina Lamara)
- 1952 - 'A litoranea/Nustalgia (Cetra, DC 5578; la parte A canta Antonio Basurto)
- 1952 - Margellina/Desiderio 'e sole (Cetra, DC 5583; la cara B la canta Domenico Attanasio)
- 1953 - Venite 'o chiatamone/Margarita e Mastru Ciccio (Cetra, DC 5805; la cara B la canta Maria Vittoria)
- 1953 - Fenestella 'e Marechiaro/Guaglione 'e pianino (Cetra, DC 5807)
- 1953 - 'N coppa 'e Camaldule/Giuramento (Cetra, DC 5810)
- 1953 - Nisciuno/'O scarpellino (Cetra, DC 5812)
- 1953 - Nun si 'na nnammurata/Giuramento (Cetra, DC 5835)
- 1953 - Chitarrella chitarrè'A luciana (Cetra, DC 5846)
- 1953 - Dannazione d'o core/Poveri rrose (Cetra, DC 5848; la cara A canta Antonio Basurto)
- 1953 - Fuoco 'e ammore/'O vico d'e suspire (Cetra, DC 5889)
- 1954 - Fantasia 'e nnammurate/Tu puorte 'o stesso nomme (Cetra, DC 5948)
- 1954 - Ched'è l'ammore/Balcone chiuso (Cetra, DC 6019)
- 1954 - Canta cu' mme/Rota 'e fuoco e faccia 'e neve (Cetra, DC 6020; cara B canta Antonio Basurto)
- 1954 - Pulecenella/Tre rundinelle (Cetra, DC 6021; la cara A la canta Pina Lamara)
- 1954 - Embe 'Mberebe' 'Mbembe'/'O gallo e 'a gallina (Cetra, DC 6110)
- 1954 - 'E spingole francese/Funtana all'ombra (Cetra, DC 6126)
- 1954 - 'E vetrine/Ciccillo e Vincenzella (Cetra, DC 6171)
- 1955 - 'E llampare/Geluso 'e te (Cetra, DC 6318; disco grabado con el Quintetto Partenopeo, la cara A canta Tullio Pane)
- 1955 - Luna chiara/Curiosità (Cetra, DC 6319; grabado con el Quintetto Partenopeo)
- 1955 - 'O ritratto 'e Nanninella/Me songo 'nnammurato e te (Cetra, DC 6320; grabado con el Quintetto Partenopeo)
- 1955 - Luna janca/'A bonanema 'e ll'ammore (Cetra, DC 6323; disco grabado con el Quintetto Partenopeo, cara A cantada por Luciano Glori)
- 1955 - Nun voglio fa 'o sergente/Chitarre e manduline (Cetra, DC 6331)
- 1955 - Maruzzella/So' chiacchiere (Cetra, DC 6334; cara B cantada por Tullio Pane)
- 1955 - 'A dispettosa/'O 'nfinfero (Cetra, DC 6381)
- 1955 - 'O 'nzisto/Pavera figliulella (Cetra, DC 6382)
- 1955 - Nnammuratella/Spatella argiento (Cetra, DC 6383)
- 1955 - Vienetenne 'a Positano/Bella campagnola (Cetra, DC 6384)
- 1956 - Napule nun more/Zampugnaro 'nnammurato (Cetra, DC 6497)
- 1956 - Lacreme napulitane/I te vurria vasà (Cetra, DC 6498)
- 1956 - Scetate/Guapparia (Cetra, DC 6499)
- 1956 - Come pioveva/Fili d'oro (Cetra, DC 6500)
- 1956 - Guaglione/Suspiranno 'na canzone (Vis Radio, Vi-5673)
- 1957 - Tu vuò fà l'americano/Serenatella sciuè sciuè (Vis Radio, Vi-5778)
- 1957 - Storta va diritta vene/Cantammola 'sta canzone! (Vis Radio, Vi-5853)
- 1957 - Passiggiatella/Serenatella 'e maggio (Vis Radio, Vi-5854)
- 1957 - 'A sunnambula/Nanassa (Vis Radio, Vi-5960)
- 1957 - Ma che guaglione/Scugnezziello 'nnammurato (Vis Radio, Vi-5961)
- 1957 - Serenata a Carulina/Pazzagliona (Vis Radio, Vi-5962)

#### 45 rpm
- 1957 – Storta va diritta vene/Cantammola 'sta canzone! (Vis Radio, ViMQN 36031)

- 1961 – Nisciuno/Che vuo' capì (Harmony record, HCN 0018)